# Conus collisus
Conus collisus é uma espécie de gastrópode do gênero Conus, pertencente a família Conidae.

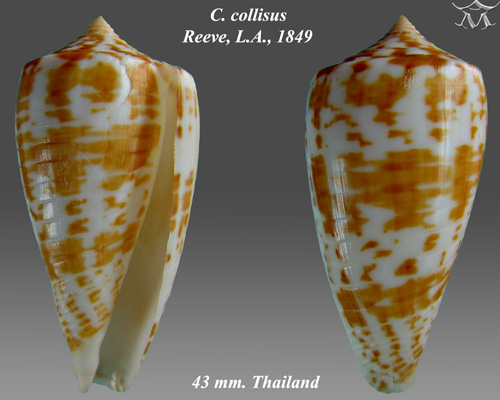
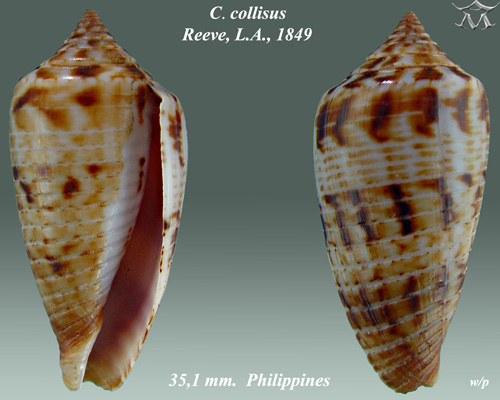